# Alasmidonta wrightiana
Alasmidonta wrightiana es una especie extinta de molusco bivalvo de la familia Unionidae.

## Distribución geográfica
Era endémica de Florida, en los Estados Unidos.